# نیژنه‌بالتاچوو
نیژنه‌بالتاچوو (انگلیسی: Nizhnebaltachevo) یک شهرک در شهرستان تاتیشلینسکی استان باشقیرستان کشور روسیه است.